# Megastylus vagabundus
Megastylus vagabundus là một loài tò vò trong họ Ichneumonidae.